# Erlingur Agnarsson
Erlingur Agnarsson (5 marzo 1998) è un calciatore islandese, attaccante del Víkingur.

## Carriera

### Nazionale
Vanta 9 presenze e una rete nelle rappresentative giovanili dell'Islanda dell'Under-17 e dell'Under-19.

## Palmarès

### Club

#### Competizioni nazionali
- Bikar karla: 2

Víkingur: 2019, 2021
- Úrvalsdeild: 1

Víkingur: 2021
- Supercoppa d'Islanda: 1

Víkingur: 2022